# Fotgängarnas förening
FOT - Fotgängarnas förening (FOT) bildades 1982 och är en ideell förening som värnar om fotgängarnas intressen. 
Föreningen är medlem i Federation of European Pedestrian Associations (FEPA) och International Federation of Pedestrians (IFP). I föreningens styrelse sitter trafikingenjörer, läkare och andra sakkunninga på trafikområdet. Nuvarande (2008) tillförordnade ordförande arbetar på Statens väg- och transportforskningsinstitut. Föreningen utser årligen Årets fotgängarstad och år 2019 var det Sundbyberg som vann den titeln.